# Platyoides velonus
Platyoides velonus là một loài nhện trong họ Trochanteriidae. Loài này phân bố ở Madagascar.